# Ljungby distrikt, Kronobergs län
Ljungby distrikt är ett distrikt i Ljungby kommun och Kronobergs län. Distriktet ligger i och omkring Ljungby. 

## Tidigare administrativ tillhörighet
Distriktet inrättades 2016 och utgörs av det område Ljungby stad omfattade till 1971 däri 1936 Ljungby socken uppgick.
Området motsvarar den omfattning Ljungby församling hade 1999/2000.